# Chelicerca acuta
Chelicerca acuta is een insectensoort uit de familie Anisembiidae, die tot de orde webspinners (Embioptera) behoort. De soort komt voor in Colombia.
Chelicerca acuta is voor het eerst wetenschappelijk beschreven door Ross in 2003.